# Titina Maselli
Pour les articles homonymes, voir Maselli.
Titina Maselli, née à Rome le 11 avril 1924 et morte dans cette même ville le 22 février 2005, est une peintre et scénographe italienne.

## Biographie
Titina Maselli a traduit les œuvres Affabulazione et Pylade, écrites par Pier Paolo Pasolini, à l'occasion de créations théâtrales diverses. Elle est principalement reconnue en tant que peintre dans son pays natal tandis qu'elle s'exerce en qualité de scénographe en France et en Europe (« En France, ma peinture n'a pas marché. Je ne sais pas pourquoi. »). À partir des années 1970, elle a principalement travaillé avec les metteurs en scène français Bernard Sobel et Jean Jourdheuil mais aussi avec Carlo Cecchi, Humbert Camerlo ou encore Klaus Michael Grüber.
L'esthétique de ses peintures est tantôt attribuée au pop art sans toutefois s'identifier totalement à ce mouvement : « Ces jeunes artistes veulent peindre l'objet en soi. Moi par contre j'entends peindre des conflits », tantôt au futurisme ou du constructivisme russe, peu ou prou proche du mouvement pictural anticonformiste de la Scuola romana,. Malgré tout, elle reste en Italie « une artiste isolée », « considérée comme une originale […] dans la peinture italienne », son œuvre n'appartient à aucun courant spécifique. Elle a toujours été fascinée par l'urbanité) notamment celle de New York et du paysage américain, via les photographies de Feininger et les films américains.

## Analyse de l'œuvre
L'œuvre de Maselli suit les thématiques du dynamisme, du mouvement, de la « poussée volontariste » dans ses propres mots, de la nuit, l'urbain, l'énergie de l'être humain alliée à celle de l'espace ou de l'architecture et, surtout, le souffle : « l'espace dans lequel opère la peinture a son départ dans la cage thoracique. » Ainsi, pour La Nature des choses, mise en scène par Jourdheuil en 1990, de prime abord un projet proposé par Maselli, cette dernière voit « le Lucrèce [comme] une exception dans [s]on travail ». Néanmoins, son travail rappelle celui de ses peintures. Elle propose que le public soit installé sur scène et que les acteurs jouent dans la salle. Elle utilise tous les fauteuils de la salle en les recouvrant alternativement des couleurs rouge et bleue, pour suggérer la chute des atomes dans le vide, et le clinamen. Ici, Maselli reprend une de ses idées qui traverse son œuvre picturale, celle des boxeurs : « mes « boxeurs » partent d'une photo, comme telle en 2D. Ce dont il s'agit au théâtre, c'est de donner à entendre la respiration du texte. Le théâtre offre la possibilité d'opérer dans les trois dimensions plus qu'il ne l'impose (ainsi que le vérifient les toiles de fond pour l'Attila de Verdi). »,.
Ainsi, il peut apparaître une cohérence esthétique dans sa peinture et ses scénographies. Mais Maselli ne qualifie pas son travail pour la scène comme d'un décalque de ses peintures dans l'espace tridimensionnel théâtral, il s'agit « plutôt d'une manifestation inconsciente, ou pour mieux dire involontaire, de la poussée dynamique qui gouverne [s]es tableaux ». C'est dire que non seulement son œuvre traite du mouvement et de sa puissance dynamique, mais l'acte même de son travail, le geste de l'artiste lui-même est régi par cette « poussée volontariste ». Giorgio Agamben en parle ainsi quant au geste artistique de l'œuvre picturale de Maselli : « La création artistique n'est pas, selon l'imagination commune, la transition irrévocable d'une puissance créatrice à l’œuvre en acte : c'est plutôt la conservation de la puissance dans l'acte, l'existence d'une puissance qui se donne comme telle, la vie et quasiment la danse du génie dans l'œuvre. »
Il convient donc de dissocier la peinture du théâtre, car selon Maselli, « l'image du théâtre et l'image de la peinture sont fondamentalement différentes » : « Dans la peinture, l'espace n'est pas réel, il est aplati ; son silence est opposé au sens et aux paroles sur la scène ».
Le travail de Titina Maselli pose les questions du rôle du peintre sur la scène de théâtre. Il ne s'agit pas pour elle de se plier à une illustration du texte sur la scène, mais de développer une « proposition plastique » qu'acceptera le metteur ou non. Elle pense le décor comme « d'une force emblématique » dont la prémisse est le texte, au contraire vu comme « un lieu scénique » seulement et qui ne serait que « décoratif » selon ses mots.
Son premier travail scénographique date de 1974, pour La Tragédie optimiste, écrite par  Vsevolod Vichnevski et mise en scène par Bernard Chartreux et Jean-Pierre Vincent, adaptée par Jean Jourdheuil, dont celui-ci dirige la Compagnie de L'Espérance qui a produit le spectacle. C'est ce dernier, sous la recommandation de Jeanne Jourdheuil, son épouse, qui lui proposa de concevoir la scénographie de cette pièce. La scénographie conçue par Maselli rappelle les esthétiques cubo-futuristes et constructivistes russes des années 1920, en rapport avec le texte de Vichnievski : « le décor, d'inspiration cubo-futuriste, cherche davantage à signifier l'époque de l'action que le milieu naturaliste où elle se déroule » ; ce décor relève, selon Damisch, d'une « puissance formelle », « dispositif [qui] se voulait respectueux du contenu révolutionnaire de Vichnevski ». Il peut être décrit ainsi : « Cet éperon triangulaire, triangulaire, légèrement surélevé, qui avance dans la salle, c'est bien la proue du bateau des anarchistes, proche à la toucher, mais c'est aussi un lieu géographique presque abstrait et illimité […]. Il est surmonté d'un assemblage de rails fuyant vers l'horizon qui cite certains motifs de l'art soviétique des années vingt, industrialisation et utopie mêlées, dans un singulier rappel de l'immensité russe. » La grille métallique suspendue, rappelle, comme le note Damisch, les « caténaires des tramways dans le ciel romain », un des « thèmes de prédilection » de Maselli à cette époque. Ici, dès le premier travail scénographique, Maselli s'attache à cette « plasticité » (qu'est le décor) se basant sur le texte en même temps qu'elle le renforce dans un espace concret : « La parole, sinon le texte écrit, étant beaucoup plus présente et active que la représentation revêtait un tour plus visuel ».
Elle travaille une nouvelle fois cette pièce, cette fois-ci avec Bernard Sobel, en 1998, qu'on sent explicitement la fascination de New York dans la conception de sa scénographie[pas clair]. Elle décrit ainsi sa scénographie : « L'action se déroulait à un fond en noir et blanc[style à revoir] qui s'inscrivait dans les limites d'un rectangle lumineux surmonté sur 9 mètres de haut et dans une obscurité relative, par les silhouettes des gratte-ciel de Wall Street et le fronton du Stock Exchange, à l'image du Capitol en définitive triomphant, et devant lequel évoluaient, dans le bruit et la lumière saccadés d'un projo, les acteurs vêtus et maquillés de blanc et de gris ». À partir du changement d'époque, entre 1974 et 1998, la chute du mur de Berlin est un contexte qui change la manière de voir le texte de Vichnevski.
Maselli, s'intéressant pleinement à la plasticité de sa conception scénographique, ne souhaite entretenir qu'un rapport sommaire à l'utilisation de la lumière, quitte à ne vouloir utiliser que les lumières de services, le strict minimum. Ce qu'elle a pu faire totalement dans Manque (ou Crave en anglais) de Sarah Kane, mise en scène par Sobel, et dans lequel les acteurs « étaient isolés, parsemées dans la foule d'un stade, dans la cour d'un stade [...] parmi lesquels il y avait les personnages habillés et truqués, peints [en rose et bleu], parce que tout était couvert de peinture comme les mannequins » qui recouvrent l'espace de façon verticale, parmi les acteurs. C'est ainsi qu'elle a voulu montrer « le désespoir et la solitude, parlés par quatre personnages ». Elle a cependant été éclairagiste (en plus d'avoir conçu la scénographie) seulement dans Marie Stuart de Schiller, mis en scène par Sobel, en 1989. De plus, son travail pour cette pièce dévoile le mieux l'intérêt que porte la créatrice pour les constructions architecturales : « Le décor divisé en deux par une grille perpendiculaire à la rampe » (le « côté catholique » et le « côté protestant »), et se joue concrètement les sensibilités maselliennes du dynamisme et des conflits de forces dramatiques dans cet espace binaire.
Pour l'une de ses dernières œuvres, Attila, opéra de Verdi mis en scène par Humbert Camerlo en 2001, ce dernier voulait mettre sur la scène certains de ses tableaux. Ce décor pouvait être reçu, selon les mots de Maselli, « comme élément para-interprétatif de la musique » et, selon Damisch, « disposées en manière de fond de scène, […] ces toiles suffisent à constituer ce qu'on nomme un « décor », sans rien renoncer de leur bidimensionnalité » (les toiles revêtent donc un travail et une force spatiale qui se distingue de la peinture tout en se basant sur ce matériau, car celle-ci recouvre un espace qui n'est pas en deux dimensions, mais celui de l'espace théâtral). Les costumes ont été conçus en rapport avec les couleurs des tableaux de Maselli. Le parti-pris scénographique questionne le rôle du peintre-décorateur, rôle presque inexistant depuis l'avènement de la mise en scène moderne (fin XIXe siècle), duquel on passe du décor à la scénographie, de la toile de fond à la spatialité de la scène de théâtre (voir notamment Adolphe Appia et Edward Gordon Craig.).
La plupart du temps, Maselli a été costumière en même temps que scénographe. Ses costumes par des codes couleurs s'inscrivent dans ses créations scénographiques.

## Réception critique
Lors de sa première exposition, la critique complimente la sensibilité de son œuvre où transparaissent « les passions d'une génération encore acerbe, mais déjà éprouvée par la peur et le désespoir » (Renzo Vespignani).
Les philosophes Jean-Luc Nancy et Giorgio Agamben ont écrit des articles élégiaques quant à la portée de son œuvre. En effet, Jean-Luc Nancy relate la densité et la force écrasante et concentrée qui caractérise sa peinture : « Elle pénètre toujours dans cette compression des choses : c'est là qu'elle a son expression. » Il y décrit poétiquement l'expression de l'œuvre de Maselli aux fortes couleurs et dans la compression des formes et des forces, peignant des biftecks, des machines à écrire, des joueurs de foot, des boxeurs, des métros, des gratte-ciels, et retrace la profonde urbanité nocturne en puissance, cette « chose impitoyable qui correspond à la réalité » : « Il se lève ici une urbanité plus enfouie que toute civilisation, et comme l'extrémité rouge et noire de toute civilisation, où la nuit et la ville partagent un pouvoir insolite : la création d'un monde où les signes sont balayés, barrés, brouillés ».